# Américo (cantante)
Domingo Johnny Vega Urzúa (Arica, 24 de diciembre de 1977), conocido por su nombre artístico Américo, es un cantante chileno de baladas y cumbia tropical.
Se hizo conocido en la banda tropical Alegría, tras lo cual lanzó su posterior carrera como solista. Nacido en Arica, es hijo del también cantante Melvin «Corazón» Américo y de Leyla Urzúa. Es el menor de ocho hermanos.
Es uno de los artistas con mayores ventas en Chile, donde sus álbumes En vivo, Américo en Viña, Así es, Yo soy, Yo sé y A morir acumulaban ventas de 130 000 copias hasta junio de 2013. Hasta entonces, dos de dichos álbumes figuraban entre los diez más vendidos en formato físico en el país durante el siglo XXI; ellos fueron: A morir y En vivo, los que se ubicaron en los puestos tercero y décimo con ventas de 63 000 y 29 000 copias, respectivamente. Además, es el artista chileno con el título más vendido desde el inicio de siglo, «A morir». Es considerado como el número uno de los cantantes de baladas y cumbia tropical de Chile.
Ha hecho colaboraciones con artistas como Luis Jara, Maricarmen Marín, Silvestre Dangond, María Colores, Jorge Rojas, Olga Tañón, Yuri, Rodrigo Tapari, Ángela Leiva, Lucas Sugo, Sarah Lenore, Manuel García, Francisca Valenzuela, y El Polaco, entre muchos otros.

## Carrera
Américo comenzó a participar como cantante en diferentes festivales y eventos del norte de Chile. Con nueve años graba su primer trabajo musical, titulado “Para mis padres”. Su segunda incursión discográfica fue en la adolescencia, reuniendo versiones y canciones originales en el álbum “Mi colegiala”.

«Fue en una presentación del disco ‘Tropicalmente Américo’ que me descubrió el Grupo ‘Alegría’, y como estaban sin vocalista, me llamaron el año 1997 a integrarlo. Con esta agrupación de la Región de Coquimbo me trasladé a vivir a Santiago y comencé a hacer shows, a salir en televisión, a recorrer el país y a dedicarme más profesionalmente a la música».
Américo

En 1997, se integra al Grupo Alegría como segunda voz y con la salida de Pascual Ramírez pasó a ser la voz líder. Junto a esta exitosa banda nacional, Américo grabó 11 discos, entre los que destacan: “El nuevo tropical”, “En vivo, Teatro Monumental 1 y 2”, “Somos parte de tu vida” y “Tu corazón nos pertenece”, con los que obtuvieron discos de Oro y de Platino. en 2002 por diferencias y malos entendidos, abandona el grupo radicándose en Europa.
Con la intención de concretar un anhelado proyecto personal formó el 2005 la banda, Américo y La Nueva Alegría, junto a esta agrupación de músicos jóvenes se trasladó nuevamente a Europa. En 2007 durante un receso del grupo, participó en el programa ¿Cuánto vale el show? de Chilevisión, quien le vuelve a poner en vitrina pública, posteriormente en 2008 se consagró popularmente de la mano del resurgimiento de la nueva cumbia chilena, convirtiendo sus álbumes Así es y A morir en super ventas. La acogida de los medios de comunicación fue fundamental para el despegue definitivo de su carrera, sobre todo en medios radiales como Radio Corazón -y en radios de regiones como Radio Carnaval y Punto 7-, donde a comienzos de 2008, antes de que su disco saliera a la venta y comenzó a sonar el primer sencillo llamado «El Embrujo» del Grupo Kaliente de Perú varias veces al día, por iniciativa de la propia emisora.
Tras el éxito de Así es, Américo convocó al mánager de artistas nacionales, Melitón Vera, quién, desde entonces, se encargó del manejo integral de su carrera. Junto a un equipo de trabajo multidisciplinario conformado por Leo García, productor artístico; Francisco Moreno, jefe de prensa; Leo Castillo, realizador audiovisual y Constanza "Connie" Achurra, mánager vocal, Américo se posicionó en los medios escritos y en la televisión chilena.
En octubre de 2008 firmó con su mánager y en noviembre con el sello Feria Music, con el que grabó el disco Américo a morir, que tras un mes de ser lanzado al mercado obtuvo Disco de Oro por 8 mil copias vendidas, a las primeras semanas de su lanzamiento. Este registro lo realizó en su estudio y la mezcla y masterización en los estudios del ingeniero chileno Tito Astete. En el año 2009 realizó un tour de verano que le permitió recorrer todo el país, el que culminó en marzo con la celebración del «Día Internacional de la Mujer» en el Teatro Caupolicán de Santiago, donde cantó para la presidenta de la república Michelle Bachelet y otras cinco mil personas.
En mayo del mismo año realizó un viaje al Perú, con el que dio inicio a su carrera internacional. Además de darse a conocer en ese país, asistió a un programa de televisión y a la premiación de la Asociación Peruana de Autores y Compositores, llamados los «premios Apdayc», realizada en el Teatro Municipal del Callao de Lima, donde se reunió con Estanis Mogollón, el compositor peruano de sus exitosos temas «El embrujo» y «Te vas».
En el mes de febrero de 2010, realizó su primera participación en Festival de Viña del Mar. La noche del jueves 25 de febrero de 2010 subió al escenario, donde el público lo condecoró con la antorcha de plata y de oro, además de una excepcional doble gaviota de plata, siendo junto a Ricardo Arjona, la única doble entrega del premio en este festival.
Américo cerró la Fiesta de la Pampilla de Coquimbo en su versión 2010 en el mes de septiembre, siendo el primer artista nacional en hacerlo, además su presentación fue la noche con más audiencia en la historia del evento.
En la edición LII del Festival Internacional de la Canción de Viña del Mar, después de una excelente presentación y de haber recibido 3 premios, su presentación fue «cortada», debido a que no podía extenderse en el tiempo. En la conferencia de prensa el cantante reclama que el animador (Rafael Araneda) le pidió ayuda (hablándole al oído) diciéndole: que lo ayudara a calmar la noche, diciendo además que en la mesa donde estaba pudieron haber muchos más premios, los 2 se pelearon y no se quisieron juntar nunca más en la vida; sin embargo, en febrero de 2013 durante el programa Fiebre de Viña, Rafael Araneda y Américo se volvieron a juntar con un Cara a cara y se reconciliaron.
En 2016, fue seleccionado como couch para el programa La Voz (programa de televisión ecuatoriano), junto a Daniel Betancourth, Paty Cantú y Joey Montana.
En 2017 volvió a presentarse en el Festival de Viña del Mar, donde consiguió la Gaviota de Plata y la Gaviota de Oro, además de reencontrarse con Rafael Araneda. El 13 de septiembre de 2017, fue presentado como el intérprete de la canción «Mi Paz les doy», canción seleccionada para servir de himno oficial de la visita del papa Francisco a Chile, que se realizó entre el 15 y el 18 de enero de 2018.
En 2025, se presentó en la última noche del Festival de Las Condes, cantando éxitos como "Te vas", "Que levante la mano" y otras canciones de los álbumes "Así es" y "A morir", junto a covers de "Como te voy a olvidar" y "Nunca es suficiente" de Los Angeles Azules. 

## Vida personal
El cantante se encuentra radicado en Miami desde marzo de 2018. además se encuentra separado de su ex-mujer y en una relación con Yamila Reyna.

## Discografía

### Álbumes de estudio
| La plegaria de un niño                                                      | - Lanzamiento: 1988 - Sello: Independiente - Formatos: Casete                                        | — | — |                |
| Tropicalmente                                                               | - Lanzamiento: 1997 - Sello: Cass - Formatos: Casete y CD                                            | — | — |                |
| Por una mujer                                                               | - Lanzamiento: 2004 - Sello: Magenta Chile - Formatos: CD                                            | — | — |                |
| Así es                                                                      | - Lanzamiento: 15 de mayo de 2008 - Sello: Universo Producciones - Formatos: CD                      | — | 2 | - : 3x Platino |
| A morir                                                                     | - Lanzamiento: 25 de octubre de 2008 - Sello: Feria Music - Formatos: CD, Descarga digital           | — | 1 | - : 8x Platino |
| Yo soy                                                                      | - Lanzamiento: 9 de septiembre de 2010 - Sello: Feria Music - Formatos: CD                           | — | 1 | - : 2x Platino |
| Yo sé                                                                       | - Lanzamiento: 15 de diciembre de 2011 - Sello: Feria Music - Formatos: CD                           | — | 5 | - : Oro        |
| Américo de América                                                          | - Lanzamiento: 9 de septiembre de 2013 - Sello: Plaza Independencia - Formatos: CD, Descarga digital | — | 1 | - : Platino    |
| Américo                                                                     | - Lanzamiento: 2017 - Sello: Sony Music - Formatos: CD, Descarga digital                             | 9 | 1 |                |
| Soy cumbia                                                                  | - Lanzamiento: 2019 - Sello: Sony Music - Formatos: CD, Descarga digital                             | — | — |                |
| Por ellas                                                                   | - Lanzamiento: 2021 - Sello: Sony Music - Formatos: CD, Descarga digital                             | — | — |                |
| «—» indica que el álbum no fue lanzado o no se posicionó en ese territorio. | |   |   |                |

### Álbumes recopilatorios
| Por siempre                                                         | - Lanzamiento: 2014 - Sello: Viva Music - Formatos: CD, descarga digital | 7 |
| "—" significa que el álbum no fue lanzado o no apareció en la lista |                                                                          |   |

### Sencillos
| "El embrujo"                                                           | 2008 | 1  |  | Así es             |
| "Traicionera"                                                          | 2008 | 9  |  | Así es             |
| "Te vas"                                                               | 2009 | 2  |  | A morir            |
| "Que levante la mano"                                                  | 2009 | 1  |  | A morir            |
| "Niña, ay"                                                             | 2010 | 10 |  | Yo soy             |
| "Traicionera" (versión balada)                                         | 2010 | 5  |  | Yo soy             |
| "Adiós amor"                                                           | 2010 | 9  |  | Yo soy             |
| "Amigo salud"                                                          | 2011 | 77 |  | Yo soy             |
| "Te eché al olvido"                                                    | 2011 | 14 |  | Yo sé              |
| "No puedo olvidarte"                                                   | 2011 | 72 |  | Yo sé              |
| "Amor se escribe con llanto"                                           | 2012 | 30 |  | Yo sé              |
| "Boom boom boom" (con Crossfire)                                       | 2013 | 87 |  | Américo de América |
| "Sueño imaginado" (con Francisca Valenzuela)                           | 2013 | 29 |  | Américo de América |
| "Yo quiero, quiero" (con Franco Figueroa)                              | 2013 | 83 |  | Américo de América |
| "Lo que me hizo usted"                                                 | 2014 | 75 |  | Américo de América |
| "Nada más"                                                             | 2014 | 85 |  | Por siempre        |
| "La duda"                                                              | 2016 |    |  | Américo            |
| "Mi deseo" (con Silvestre Dangond)                                     | 2018 |    |  | Soy cumbia         |
| "—" significa que la canción no fue lanzada o no apareció en la lista. |      |    |  |                    |

#### Canciones promocionales
| "Todas sus cosas" (con Yozel & Moisés)                                 | 2012 | 51 |  | Canción sin álbum  |
| "Lágrimas de amor"                                                     | 2012 | 29 |  | Américo de América |
| "Lejos de ti" (con Orquesta Candela)                                   | 2012 | 95 |  | Canción sin álbum  |
| "—" significa que la canción no fue lanzada o no apareció en la lista. |      |    |  |                    |

#### Como artista invitado
| "Dos corazones rotos" (con Luis Jara)                                  | 2012 | 39 |  | Late fuerte       |
| "Quién" (con Dayanara Peralta)                                         | 2023 |    |  | Canción sin álbum |
| "—" significa que la canción no fue lanzada o no apareció en la lista. |      |    |  |                   |

#### Otras canciones listadas
| "Tu hipocresía"                                                        | 2009 | 76  |  | En vivo |
| "Tendría que llorar Por ti"                                            | 2009 | 36  |  | A morir |
| "Entre el amor y el odio"                                              | 2009 | 53  |  | A morir |
| "A llorar a otra parte"                                                | 2010 | 49  |  | A morir |
| "Lástima por ti"                                                       | 2010 | 94  |  | Yo soy  |
| "El clavo"                                                             | 2011 | 100 |  | Yo soy  |
| "Medley Lucho Barrios"                                                 | 2011 | 83  |  | Yo soy  |
| "—" significa que la canción no fue lanzada o no apareció en la lista. |      |     |  |         |